# Chris Simon
Christopher J. "Chris" Simon, född 30 januari 1972 i Wawa, Ontario, död 18 mars 2024 i Wawa, Ontario, var en kanadensisk professionell ishockeyspelare. Han spelade för 
NHL-klubbarna Quebec Nordiques, Colorado Avalanche, Washington Capitals, Chicago Blackhawks, New York Rangers, Calgary Flames, New York Islanders och Minnesota Wild. Han spelade också i KHL för Vitjaz Tjechov, OHK Dynamo Moskva och Metallurg Novokuznetsk. Han vann Stanley Cup med Colorado Avalanche 1995–96.
Chris Simon draftades 1990 av Philadelphia Flyers som 25:e spelare totalt men byttes bort till Quebec Nordiques 21 juli 1992 och spelade aldrig för Flyers.
Simon var en fysisk vänsterforward som spelade i kedjor med mest defensiva uppgifter. Han var också en spelare som ofta startade slagsmål och retade upp motståndare. Han visat dock viss offensiv begåvning; säsongen 1999–00 gjorde han 29 mål och 20 assist på 75 matcher för Washington Capitals.
Säsongen 2006–07 blev Simon avstängd i 25 matcher för en uppmärksammad incident; efter att ha blivit tacklad av New York Rangers Ryan Hollweg och följaktligen fått en hjärnskakning, vände han sig om och slog med klubban i Hollwegs ansikte. Hollweg fick sys i kinden, men fick inga allvarligare skador, mycket tack vare att slaget dämpades av hans axelskydd.
Den 15 december 2007 stämplade han Pittsburgh Penguins Jarkko Ruutu med sin skridsko och fick 30 matchers avstängning.
Under sin aktiva NHL-karriär var Simon avstängd i totalt 65 matcher.